# 地震予知
地震予知（じしんよち、英語: Earthquake prediction）とは、科学的方法により地震の時期・場所・規模の3要素を論理立てて予測すること。厳密には短期的な事前避難や危険防止行動に繋がるもの（決定論的予測）を指し、長期の地震危険度は含まない。
日付・時間を指定するような短期的・決定論的な地震予知は、現時点では出来ない。地震は唐突にやってくるという前提で、日頃から備えておくことが望まれる。

## 「地震予知」の定義

### 従来の定義
従来より地震予知の定義は、地震がいつどこでどれくらいの大きさで起こるか、つまり発生時期・発生場所・規模の3つの要素を地震が発生する前に予め示すこととされていた。
しかし、地震予知研究が進んで多様化していく中で、長期的な発生確率なども「地震予知」と呼ぶ傾向が広がっていった。長期的な発生確率は警報のような緊急性を持たず、情報の活かし方が決定的に異なるため、「地震予知」で一括りにして議論をすると話がかみ合わないという問題が生じていた。そのため、予測期間により区分する場合があった。
予知の情報を入手したら、応急的な被害回避の対応を取るようなもの、例えば「何日後に地震が起こる」「X月X日に地震が起こる」というように狭い範囲（概ね地震の数か月前以内）で日時を指定するものを「短期予知」、日本国政府の地震調査研究推進本部が示す「30年以内にN%の確率で地震が起こる」のように長期的で、建築物の耐震化などの恒久的な対応に資するものを「長期予測」または「長期予知」とする区分が比較的よく使用されていたほか、短期予知のうち地震発生の2-3日前程度以内に予知を行うものを「直前予知」としてさらに区別することもあった。そのほかにも、別の基準から「長期予知」「中期予知」「短期予知」の3区分や「長期予知」「中期予知」「直前予知」の3区分とする例もあった。
また、地震予知の中の長期予測に限って「地震予測」と呼び分ける例もあれば、「地震予知」と「地震予測」を同義で用いる例も珍しくなかった。
このように、研究者や専門家の間でも用語は統一されておらず、混乱が見られた。

### 新しい定義
|                         | 警報につながる確度の高いもの                              | 確率で表現され日常的に公表可能なもの                      |
| IASPEI （2009年）       | "deterministic prediction" （決定論的予知）               | "probabilistic forecast" （確率論的予測）                 |
| 日本地震学会 新しい定義 |                                                           | 地震予測                                                  |
| 日本地震学会 新しい定義 | 地震予知                                                  |                                                           |
| 日本での 従来の定義     | 地震予知 （直前予知/短期予知/中期予知/長期予知 等に区分） | 地震予知 （直前予知/短期予知/中期予知/長期予知 等に区分） |

2009年4月のイタリア・ラクイラ地震で地震予知情報に関する騒動が起きたことを受けて、翌2009年に国際地震学及び地球内部物理学協会(IASPEI)の部会として「市民保護のための国際地震予測に関する検討委員会(CCEP)」が開催された。この勧告において、従来「地震予知(earthquake prediction)」と呼ばれていたものは2種類に区分できる事が明確に示された。2区分とは、決定論的予知(deterministic prediction)と確率論的予測(probabilistic forecast)である。前者は「警報につながる確度の高いもの」、後者は「確率で表現され日常的に公表可能なもの」である。
日本地震学会はこの勧告を受けて、従来の「時期・場所・規模の3要素を満たした予測」という定義は決定論的予知にあたり、確率論的予測には当てはまらないという見解を発表した。ただし、報告書の中で言及しただけにとどまるもので、周知されるには至らなかった。
しかし、2011年の東北地方太平洋沖地震の予見ができなかったことに対する反省を契機として、2012年秋に日本地震学会は用語の見直しを正式に定めた。決定論的予知が「地震予知」、決定論的予知と確率論的予測の総称が「地震予測」と定義された。これにより、「警報につながるほど確度の高い決定論的なもの」だけが厳密な意味での「地震予知」と定義されるとともに、従来「地震予知」に含められていた長期的な予測は「地震予測」に分離された。CCEPの勧告では、「決定論的予知」は可能性が無いわけではないが現時点で非常に困難である一方、「確率論的予測」は地震の恒常的リスクを示す手段として社会に有用であることが示されている。日本地震学会の見直しはこれを背景にしたもので、「現時点で非常に困難」である地震予知の定義を絞り、実用化レベルに達している長期的な予測と一線を画することで、地震予知にまつわる市民の誤解を軽減する狙いがある。
なお、地震の発生後に伝達する地震警報システム（緊急地震速報）は、地震予測・予知には含めない。

### 注意点：情報の適切さ
地震予知を考えるにあたって注意すべきとされることがある。それは、予知の3要素の適切さである。発生時間・発生場所・規模のうちいずれか1つでも曖昧に示されていると、地震予知として生かしづらい情報になってしまうことがある。例えば、「日本のどこかで」「今後1年以内」といった広範囲や長期間では現実的に対策が難しいし、「明日、東京で地震が起きる」「東京に大地震が起きる」というように3要素の1つでも欠けると予知の範囲が無制限に広がってしまう。また、規模に関してはたとえ明確であっても、被害をもたらさないような小さな規模では意味がない。
このほか、特にウェブページや雑誌など巷に溢れている「地震予知」情報に対しては、「予知」の根拠となるデータの観測期間が十分にあるか、「予知」の根拠として地震と異常現象の関連を説明する仮説が立てられており、その仮説は一般的な科学の法則に従っているか、仮説やそれに基づく「予知」は第三者により検証可能か、また基本的事項として問合せ先が明示されているかなど、客観的に十分な検討をすることが推奨されている。

### 決定論的地震予知の特質性
確率論的予測たる地震予測も決定論的予知たる地震予知も、ともに本質的に地震発生の確率を求める事である。しかし、決定論的「地震予知」は、地球物理学が通常扱う問題とは大きく異なっている。決定論的「地震予知」は、不十分な情報をもとに、多くの不確定要素がある中で、時間の制約を受けながら行わなければならず、科学的判断以外のものが要求されるためである。科学的判断以外のものとは、例えば住民の反応や社会影響を考慮した政治的・行政的な判断などである。リンド(A.G.Lindh,1991)はこれを、決定論的「地震予知」は「通常の科学的判断よりも医者や将軍の下す判断に似ている」と述べている。

## 評価方法
|          |        | 観測した                     |                                        |
| はい     | いいえ |                              |                                        |
| 予測した | はい   | A.真陽性(TP) 的中, 成功      | B.偽陽性(FP) 第一種過誤 空振り, 誤警報 |
| 予測した | いいえ | C.偽陰性(FN) 第二種過誤 失敗 | D.真陰性(TN) 正否定, 正棄却 平時の状態 |

「警報が当たった」「警報が外れた」「警報なしに地震が発生した」という事例は、厳密には二項分類を用いて右表のように分類できる。
地震予知の手法がどの程度の的中率や精度を持つのかを評価する方法がある。
ここで、
- {\displaystyle m} :予知された大地震の回数。=当たりの予知情報を出した回数。
- {\displaystyle \mu } :予知されなかった大地震の回数。
- {\displaystyle M} :大地震の回数。{\displaystyle M=m+\mu }。
- {\displaystyle n} :外れの予知情報を出した回数。
- {\displaystyle F} :予知情報を出した回数。{\displaystyle F=m+n}。
- {\displaystyle \tau } :警戒期間。
- {\displaystyle w} :予知業務を行ってきた期間。
- {\displaystyle T} :（警戒倍率）{\displaystyle T=w/\mu }

以上のパラメータを置いたとき、以下のような式が適用できる。
予知の適中率 {\displaystyle p={\cfrac {m}{F}}}
予知率 {\displaystyle q={\cfrac {m}{M}}}
適中率pの低下は予報の空振りが増えることを意味し、予知率qの上昇は大地震の見逃しが減ることを意味する。基準を引き下げると前述のようになり、逆に引き上げると空振りが減って見逃しが増える。
また、
地震の発生率 {\displaystyle p_{0}={\cfrac {M}{T}}}
異常の発生率 {\displaystyle q_{0}={\cfrac {F}{T}}}
となり、先の2式と併せて {\displaystyle q_{0}\cdot q=q_{0}\cdot p} の関係が成り立つ。
そして、
予知されない地震が長さ {\displaystyle \tau } の期間内に発生する確率 {\displaystyle r={\cfrac {\mu }{T-F}}}
長さ {\displaystyle \tau } の期間内の外れ予報率 {\displaystyle s={\cfrac {n}{T-M}}}
確率利得 {\displaystyle H={\cfrac {p}{p_{0}}}}
となる。確率利得 {\displaystyle H} は、警戒期間中の地震発生確率が、永年平均的な地震発生確率 {\displaystyle p_{0}} に対して何倍になっているかを示すもので、値が大きいほどその手法が地震に対して鋭敏である（効率が高い）ことを意味する。

### 長所・短所とジレンマ
|                                                                    | 地震が起こった   | 地震が起こらなかった         |
| 警報を出した                                                       | 被害が軽減される | 誤報による損失、混乱が生じる |
| 警報を出さなかった                                                 | 大きな被害が出る | ―                            |
| しきい値（赤の破線）を下げると被害は減るが、誤報のリスクが高まる。 |                  |                              |

地震予知が可能となった場合のメリットや生じるであろう問題を論じる試みは、地震予知に楽観的な見通しがあった1970年代以降に行われた。
日本では、大規模地震対策特別措置法が制定された1978年（昭和53年）前後に、警報に伴う混乱の問題が議論されたほか、静岡県は被害想定の中で予知された場合と予知されなかった場合の経済損失や人的被害を明記している。
アメリカ合衆国では、1975年にアメリカ科学アカデミーが発行した報告書『Earthquake Prediction and Public Policy』の中で、メリットとデメリット、公平性の問題、法的問題や経済的問題などが詳しく検討されている。この報告書では、ある仮定に基づいて行われた推定ではあるが、予知情報が発表されることで、経済活動が低下したり、地価が下落したり、住宅に対する損害保険の機能が低下して加入制限等に至ったり、地震が予想される地域で疎開や人口減少が起きたりする、といった様々な影響が生じる可能性が指摘されている。こうした影響のうちのいくつかは、不正確な地震予知情報が発表された1970年代後半-1980年代前半のギリシャ、メキシコ、ペルーで実際に発生している（#社会の混乱参照）。
例えば、静岡県の東海地震第3次被害想定では、予知できた場合、直接的・間接的な被害を合わせて予知できなかった場合の1割にあたる約2兆8,000億円が軽減されるほか、死者は約75%減少すると想定されている。一方、東海地震の警戒宣言が発表された場合の経済的損失は、1994年日本総合研究所の報告によれば1日当たり約7,100億円と見積もられている。このように、予知にはメリットもデメリットもある。
ここで重要となるのが、予知の不確実性の問題である。大地震が起こる確率が、例えば2日間以内に80%という予測があるとすれば、それは警報を発するメリットが大きいと考えられるが、2日間以内に5%という予測だった場合は、デメリットが大きいので警報を発しないという判断に至るかもしれない。
確率論を単純に考えれば、2日間以内に5%という予測は、2日間で大地震が発生する確率は20分の1であるのに対して、地震が発生しない確率は20分の19と圧倒的に高い。警報を発するか発しないかのしきい値を下げることで、警報を出しやすくすれば地震による損失は軽減できるが、誤報だった場合の損失は逆に増加することになり、逆も然りである。
また他方では、予知可能という前提が認識として広がったことで、静岡県では東海地震予知の際の避難路・避難場所や放送設備の整備などに重点が置かれて、構造物の耐震化が進まず、一時期は周辺都県に比べて遅れる事態となった。1995年以降、静岡県は方針を転換し、地震対策を強化している。

## 地震予知は可能か

### 予知の試行事例
アメリカカリフォルニア州にある人口数十人の田舎町パークフィールド(Parkfield)では、19世紀以来約22年間隔の規則正しい周期でM6級のパークフィールド地震が発生していることが分かっていた。次の地震が1988年-1992年の間であるという予測が1980年代に報告されると、アメリカ地質調査所(USGS)・カリフォルニア州地質調査所(CGS)・大学などが中心となって1985年から"Parkfield Prediction Experiment"（パークフィールド予知実験）と称した高密度観測を行い、予知を目指した。1992年と1993年にはNEPECが4段階中最高のAクラスの警報（72時間以内に約30%の確率で地震が起きることを意味する）を発表したが、いずれも発生に至らず解除されている。本当の地震は予測から10年以上経った2004年に発生したが、警報は出されず予知に失敗した。
世界では、「地震予知に成功した」という例がいくつか報告されているが、批判が多かったり、普遍的な理論ではなかったりする。1975年に中華人民共和国で発生した海城地震では、地震の前に行政が警報を出して、多くの住民を避難させており、死傷者が少なく済んだと伝えられている。
ただしこの事例は、一般的には珍しい顕著な前震を根拠に警報を出した特殊な事例で、全ての地震に適用できるものではないと分析されている。事実、翌1976年の唐山地震では、前兆の報告はあったものの決定的な情報がないまま警報を発表することができず、結果的に20万人以上が死亡した。
ギリシャではVAN法による地震予知が1990年代に注目を集めた。1995年5月-6月に発生したM6級の3つの地震をはじめとして研究者は多くの成功例を報告しているが、成功判定の基準が緩すぎるという批判や、行政に事前通知していたという事例に疑問を呈する指摘もあり、政府は予知を認めなかった。その後もVAN法は続けられているが、同国ではたびたび地震被害に見舞われているほか、予知の成否や報道のあり方がたびたび問題となっている。

### 地震予知は出来ない
「何月何日の何時に、何処でどれだけの規模の地震が発生する」というような、従来の定義における「短期予知」や「直前予知」、また新しい定義による警報につながるような「地震予知」については、現在の科学技術はそのレベルに到達しておらず、日本地震学会は「現時点で地震予知を行うのは非常に困難」という見解を発表しているが、将来実現する可能性にも含みを残している。IASPEIの委員会である「市民保護のための国際地震予測に関する検討委員会(CCEP)」の2009年の報告書でも、同様の見解が発表されている。
地震予知が困難とされる背景として、前兆を捉えるためには十分な密度と頻度で観測を行わなければならず、得られたデータを迅速に処理するためには多くの予算と専門家を必要とすること、また経験的な事実として前兆の現れ方は地震ごとにかなり異なるため規則性に乏しいと考えられることなどが挙げられる。日本でも、測定器を置いて長期観測を行っていても、大地震が起こって前兆が記録される機会は少なく、大地震の震源域のごく近くで観測が行われていても異常が認められなかったという例は少なくない。また傾向として、前兆として報告された事例の多くが事後調査により判明したもので、事前に報告されるものは少ないという見方もある。
地震前に広く見られると言われている動物や植物などの前兆現象（宏観異常現象）を用いた研究もあるが、その多くは科学的な説明が十分でないことから、例えば日本の公的機関である気象庁や日本地震学会はこうした種類の前兆を実用的な地震予知に利用する事は困難だと説明している。1例として地震雲の場合を挙げると、研究報告の例はあり、無いと断言することは難しいとされるものの、そのメカニズムを十分に説明する仮説はないとされているほか、経験的・統計的な観点からも客観的評価が不十分とされ、十分な検証が必要であるとされている。
また、仮に地震予知が可能となった場合に、どのように公表していくか、責任の所在をどうするべきかという問題もある。
一方で、従来「長期予知」と呼ばれていた数十年以上の単位で行う確率論的予測（長期的な発生確率）は、地震危険度として実用化されている。ただし、これはあくまで地震の長期的リスクを示したものに過ぎず、警報のような性質は持たない。

## 研究と政策の歴史

### 日本

#### 黎明期
1894年（明治27年）に発生した濃尾地震を契機に、翌1895年（昭和28年）に震災の予防と方法を審議する政府の機関として震災予防調査会が発足。明治東京地震と庄内地震では現地調査が行われた。
19世紀後半に始まった近代地震学の中で起きた地震予知に関する著名な出来事の最古のものとして、今村明恒と大森房吉による「関東大地震論争（大森・今村論争）」が挙げられる。これは、1905年（明治38年）に雑誌『太陽』に掲載された今村の論文が当初の趣旨とは異なる形で『東京二六新報』に取り上げられて騒ぎとなり、社会の混乱を恐れた大森がこれを取り消すよう指示、その後も似たような騒動が続発したことから大森は今村の説を度々批判し、両名が対立するようになったものである。今村の当初の論文は、関東における慶安・元禄・安政の3つの大地震から発生間隔を平均100年として、今後50年間の間に次の大地震に襲われることを覚悟しなければならない、もし震災が起きれば東京で10 - 20万人の死者が出るだろうと前置きした上で、石油ランプの廃止など震災軽減策を詳しく説いたものであったが、新聞では次の大地震の可能性だけがピックアップされてしまった。後の1923年（大正12年）に大正関東地震（関東大震災）が起きた際、海外出張中であった大森は帰国の途で「予想より60年早かった」と話したと伝えられている。
その後、戦時下に入った日本では地震学の研究そのものが下火となる。なお終戦後初期の出来事として、1946-47年頃に中央気象台（現気象庁）が地震予知の名目で地電流観測所の新設計画を出すなどして概算要求したものの、予算が多すぎるとした却下されていたことが、後の調査により分かっている（GHQの指示により行われた日本の地震学の実情調査の報告書に記録されていた）。
一方、この頃世間では近い時期に地震が発生するという噂（地震説）が広まり、当時の不安定な社会情勢もあって社会不安を引き起こした。1947年、地理調査所（現国土地理院）の山口生知は神奈川県三浦半島・油壺で30cmもの隆起があったことを報告し、これが関東地震説として広まった。また同年、京都大学教授の佐々憲三は滋賀県逢坂山で傾斜計・歪計の著しい変動を観測したことから大地震の可能性を考慮して災害対策を強化するよう京都府警察部長に進言し、これが漏れて関西地震説として広まった。翌1948年には、気象研究所の井上宇胤が地震予知研究連絡委員会の会合の中で、1つ大地震が起こるとその次の大地震の場所は時間-距離グラフにより推定されるとの仮説を発表したが、これに萩原尊禮が次の地震はどこか？とからかい半分に聞いたところ、次は福井と秩父であると返答した。しかし、偶然にも2週間後に福井地震が発生、これが報道されて次は秩父に大地震が起こるという秩父地震説が広まって秩父では疎開者も出る騒動となった。翌1949年には、東北大学教授の中村左衛門太郎が地磁気伏角計データの異常変化から同年3-4月頃に新潟市方面で大地震の可能性があると新聞記者に語り、これが新潟地震説として広まった。これらの地震説は検証が不十分なまま発された社会的信用のある専門家の言葉が元になっており、予知に類する情報の発信方法に課題を残す結果となった。

#### 政策化期
戦後の経済回復に伴い、1960年頃から地震予知の本格的な研究を行おうという機運が高まった。1961年4月に萩原尊禮、坪井忠二、和達清夫の3名による「地震予知計画研究グループ」が発足、萩原の主導により検討が進められ、1962年に「地震予知―現状とその推進計画」とする報告書を発表した。この報告書は通称「ブループリント」と呼ばれ、具体的な成果の見通しを織り交ぜつつ、10年単位での観測研究を通して地震予知実用化のための基礎データを蓄積することを提言するもので、関係機関に広く配布され、その後の地震予知研究や政策に大きな影響力を持っている。「10年間に100億円を投入すれば地震予知が可能になる」と報道されたが、実際には、10年間かけて観測網を整備すれば地震予知の可否が判断できるだろうという趣旨であった。しかし現在では、報告書の内容には誤りや見通しの甘い部分もあったとされ、賛否が分かれている。なお英訳もされており、日本国外でも反響があったと伝えられている。
これ以後、学会と行政の両方で動きが始まる。1963年5月、旧文部省の測地学審議会において同会に地震予知部会を常設することが承認され、行政の立場から地震予知の検討を担った。同年11月7日には以前から検討を行っていた日本学術会議が政府への勧告「地震予知研究の推進について」を発表し学会の立場から地震予知を推進した。そのような中、翌1964年6月16日に新潟地震が発生する。この地震では新潟市を中心に被害をもたらし、建物被害の多さが目立った。この地震が、地震予知の機運を高めることになったとされている。翌月の7月18日には測地学審議会が「地震予知研究計画の実施について」という建議を提出し、これを基に政府内で数年単位の事業計画と予算配分が行われることになる。この建議は地震予知の第1次計画と呼ばれ、1969年の第2次計画からは"研究"の文字が省かれて「地震予知計画の実施について」となった。以降、第7次計画（1998年終了）まで継続される。
1965年8月に始まった松代群発地震により、図らずも日本の地震予知研究の成熟度が試されることとなった。この地震は多くの微小地震が起こることが特徴で、計器がダメージを受けることが少なかったため観測に適しており、国内から多くの専門家が集まって観測が行われることとなった。こうした観測の成果を生かす取り組みとして、翌1966年4月に大学関係者や関連省庁職員により構成される検討会「北信地域地殻活動情報連絡会」が発足し、ここでの見解に基づいて気象庁が地震情報を発表することとなった。その後、1968年に起きた十勝沖地震を受けて国内を広く対象とした検討会の設置が求められ、この検討会をモデルとして、1969年4月に地震予知連絡会（予知連）が発足する。予知連は専門家により構成され、国内の大学や関係省庁等から情報提供を受けた上で、学問的立場から地震活動情勢に対処する機関である。予知連は1970年に東海地域や南関東地域など国内の計9地域を特定観測地域または観測強化地域に指定して観測強化を進言した（その後1974年・1978年に指定地域の見直し・追加が行われて計10地域となった）。一方、1974年に旧科学技術庁の外部機関として地震予知研究推進連絡会議が発足、地震予知に関する政策立案や省庁間調整、予算面の調整等を担うこととなった。同会議は1976年に地震予知推進本部、1995年7月に地震調査研究推進本部（推本）に改称されている。推本の中核には学識経験者で構成される政策委員会と地震調査委員会が置かれ、後者は日本の地震活動について日本政府の行政的な見解をまとめる役割を担っている。

#### 研究の停滞と大震災
国策としての地震予知研究は「地震予知計画の実施について」に基づいて進められるものの、地震予知の実用化に向けた進展は芳しくなかった。当初の目安であった10年が経過した1976年の第3次計画見直し建議では、「地震予知研究は急速に進められつつあるが、客観的、定量的に予知の判断ができる段階には至っていないのが現状である」として、予知の可否を判断できるレベルに到達していないことが報告された。第7次計画（1994年-1998年）の期間中に発生した1995年の兵庫県南部地震（阪神・淡路大震災）は第二次世界大戦後最多の死者（当時）を数えるなど日本の社会に大きな影響をもたらした一方で、予知は成功しなかった。これにより地震予知研究や政策に対する批判が高まり、見直しが行われることとなった。同年4月の第7次計画見直し建議では、「多くの重要な課題が残されており実用的な予知の一般的な手法は未だ完成していない」として、予知の手法が確立されていないことが報告された。
1997年6月にはこれまでの研究成果とその評価をまとめた「地震予知計画の実施状況等のレビューについて」が発表される。この報告書では、計画に基づいた研究によって地震の繰り返しサイクルや発生場の解明が進んで学術的成果を上げたほか、基本的な観測体制の整備が進んでおり、防災にも生かすことができる（地震危険度など）として肯定的に評価した。ただし、研究の方向は、実践的な地震予知を試みるものと「予知のため」と銘打った基礎研究に分かれており、前者が困難であるという認識が広がるにつれて後者の割合が増大していったうえ、研究が予知にどのように結びつくのかが明示されなかったとしている。また、地震予知に対する社会的要請は高い半面、社会の「地震予知」に対する認識と実際の研究との間には大きなギャップがあるとも述べた。一方、地震予知の実用化については、その糸口になる可能性のある成果はいくつか挙がっているものの、実用化の目途はいまだ立たず、地震予知の実用化が「極めて困難な課題である」ことが示された。これにより1998年からは、方針と名称を変えた「地震予知のための新たな観測研究計画」に基づくこととなった。

#### 問題点
日本の政策として進められた地震予知研究は、どのような方法をとれば地震予知ができるかを探求することが当初のテーマであったが、21世紀になってもそれは探し当てられていない。そもそも、日本の地震予知研究計画は、予知の名のもとで地震発生の基礎研究が行われ、結果的に成果を残したものの、予知偏重のためからか防災や減災への配慮や連携が十分でなかったとの指摘が、藤井陽一郎(1976)や宇佐美龍夫(1978)などによって、早くからなされていた。
少数の有望な手法をピックアップして予算充当を絞るべきという意見もあるが、その有望な手法を判断できる段階に達していないという意見もある。また、地震予知研究批判側の意見として、これまで日本の地震予知研究には大学関係だけで約500億円以上、全体で約2,000億円が投入されるなど、多くの政府予算が費やされている。
島村英紀は、このように研究が継続された背景には、既得権や予算を守ろうとする官僚の体質があると指摘しているほか、被害を小さくするためには、現在のレベルの地震予知研究に頼るよりは、建築物の対策を行うなど他の手段の方が有効と主張している。
ロバート・ゲラーは、「地震予知」という名称が、地震研究の予算獲得のスローガンに使われたとしているほか、数日内をターゲットにした短期予知は科学的に完全ではない上、地震予知研究に今後費やされる費用や労力は莫大であること、長期予測も不確実性が高くリスク評価に適していないことから、短期予知も長期予測も中止し、「研究者は、日本政府・国民に予測不可能な事態に対処するよう呼びかけるべきだ」と主張している。
金森博雄も、地震予知・地震予測に関して、正しいのかどうかを評価できない情報が本当に必要なのかという疑問を呈し、検証が必要だと指摘している。
2011年3月11日の東北地方太平洋沖地震（東日本大震災）以降は、これまでの研究方針に加えて、地震研究者の姿勢についても、防災を意識したものに転換すべきこと、防災に生かしたり、アウトリーチを通じて一般への発表を積極的に行うべきことなどが提言されている。

### 世界
アメリカ合衆国では、核爆発探知を目的とした微小地震観測の研究は最先端であったものの、地震予知については盛んではなかった。1961年の池田勇人・ジョン・F・ケネディによる日米首脳会談の際に締結された日米科学協定の一環として地震予知に関するセミナーが企画される（1964年3月に第1回が実施）など、日本から知識が移入されている。
その後1964年のアラスカ地震により、アメリカでも地震予知が活発になる。1970年代に入るとEarthquake Hazards Reduction Program（EHRP、地震災害軽減計画）が開始された。予知のための物理的基礎と予知手法を研究し、地震活動度が高い地域で実施して評価を行うとともに、歴史的・地質学的基礎の観点から大地震の繰り返しの特徴や地震発生確率を正しく認識することを目標に掲げ、以後長期的に実施されている。
また、地震災害の多いカリフォルニア州では独自の計画に基づいた研究も行われている。特に、パークフィールド地震はアメリカの地震予知のテストサイトとされ、集中的な観測が行われたが、2004年の地震の予知に失敗した。これによりアメリカにおける地震予知に関する期待が縮小したとする向きもあるが、大地震の震源域直近で多くのデータを集めて成果を挙げたことを評価する向きもあり、観測は以降も継続されている。他方、SCECの主導でカリフォルニアの地震予測モデル(Regional Earthquake Likelihood Models, RELM)を作る取り組みが2000年から始まり、このプロジェクトから派生して地震予測モデルの国際実証実験を行うCSEPが誕生した（後述）。
旧ソ連では1950年代後半から研究が盛んになったとされており、中央アジアのカザフスタン、キルギス、ウズベキスタン、タジキスタン、トルクメニスタンのほか極東のカムチャッカで研究計画が実施された。西側諸国とは異なる分野の研究が多いことが特徴で、初期は地震波速度の変化をテーマとした研究が盛んとなり、一時はこの成果が伝わった西側諸国でも地震予知の有力手法と考えられた時期もあった。しかし、理論に誤りがあることが指摘されるようになってこの研究は下火となった。変わってラドン濃度や地電流の変化の研究が活発となり、複数の研究計画が実施された。
中華人民共和国では、少なくとも1960年代後半から大規模な予知計画が実施されており、1970年代まで続いている。1970年代から1980年代にかけては、宏観異常現象を重視した研究が多かった。1975年には地震の前兆として動物の異常行動を多数取り上げた『地震問答』という本が出版されている。
国際的には、1967年に国際学術会議である国際測地学・地球物理学連合(IUGG)傘下の国際地震学及び地球内部物理学協会(IASPEI)内に国際地震予知委員会(ICEP)が設置されている。ICEPはIUGGやIASPEIの総会の度に地震予知に関するシンポジウムを開き、東側諸国の研究を西側諸国に伝える役割を担った。発展途上国における予知計画の作成も試みられたが、予算の裏付けが取れずに頓挫している。一方、1976年には国際連合教育科学文化機関(UNESCO)が「地震危険度の策定と軽減に関する政府間会議」を開催し、本格的な検討を始める。1983年にはUNESCOとIASPEIが共同で11か国の専門家による討論会を開催、地震予知に関して研究者がどうあるべきかを検討した。
他方、1980年頃からUNESCOでは国際的な地震予知の実験場を作る計画が持ち上がったがうまく進まず、後に高密度の恒久的観測の方が重要であることが認識されてからは棚上げ状態となっている。この計画で候補に挙がっていたトルコの北アナトリア断層西部では、日本・アメリカ・ドイツ・イギリスなどが費用を負担して共同研究を行い、成果を挙げている。
近年では、南カリフォルニア地震センター(SCEC)のジョーダン(Thomas H. Jordan)らの主導で2006年から地震活動予測可能性共同実験(Collaboratory for the Study of Earthquake Predictability, CSEP)が始まっている。各国の研究者らが自分の予測モデル（アルゴリズム）を持ち寄って複数のモデルを同じ条件下で検証実験し、有効性を比較するものである。これまでの地震予測の試みでは比較手法や客観的基準が確立されていなかったので、比較のための標準化を行うところからスタートした。カリフォルニア、ニュージーランド、イタリア、日本などの実際の地震活動を用いて検証実験が行われている。

## 地震の前兆
地震の前兆の定義は、資料によってその認定範囲が大きく異なる場合がある。IAPSEIが1989-1990年に行った評価では、約20の前兆とされる事例のうち、大型余震前の余震活動低下、前震（海城地震の研究報告に基づく）、地球化学的前兆（伊豆大島近海の地震の研究報告に基づく）の3つだけが「全幅的に信頼できる前兆」、地殻のひずみ（1923年関東地震の研究報告に基づく）、大地震に数時間先行した土地傾斜（1944年東南海地震の研究報告に基づく）、大地震の前の地震活動や地殻活動（日本海中部地震の研究報告に基づく）の3つは「追加的証拠がなければ判定しがたい事例」、それ以外の15事例は「前兆とは認められない事例」と厳しく評価している。一方、力武(1986)、気象研究所地震火山研究部(1990)、防災科学技術研究所(1995)などは「前兆とされる事例」として数百の事例を紹介している。こうした違いは前兆をふるい分けしているかどうかに起因するもので、扱う際には注意を要する。
ここでは参考として、『地震の事典 第2版』において「地震の前兆（先行現象, precursor）といわれる現象」として紹介されている事例を示す。
| 種類       | 現象                                                                                 | 現象の 時間規模 | 観測方法                              |
| ---------- | ------------------------------------------------------------------------------------ | --------------- | ------------------------------------- |
| 地殻変動   | 土地の水平歪速度の変化                                                               | 長期・短期      | GPS、光波測量、ひずみ計、伸縮計など   |
| 地殻変動   | 土地の傾斜の方向や速度の変化                                                         | 長期・短期      | 水準測量、傾斜計                      |
| 地殻変動   | 土地の昇降速度の変化                                                                 | 長期・短期      | 水準測量、傾斜計、GPS、検潮、重力測定 |
| 地殻変動   | 地球潮汐や降雨など外部からの擾乱に対する 地殻のレスポンス（応答）の変化              | 長期            | 伸縮計、傾斜計、重力計など            |
| 地震活動   | 地震活動の異常（異常な活発化や静穏化 ―空白域、ドーナツパターン形成、活動の移動など） | 長期            | 地震計                                |
| 地震活動   | 地震活動の特性の変化（地震波形、発震機構、b値など）                                  | 長期            | 地震計                                |
| 地震活動   | 前震                                                                                 | 短期            | 地震計、体感                          |
| 地震波     | 地震波の速度、減衰、散乱などの変化                                                   | 長期            | 地震計                                |
| 電磁気     | 地磁気の異常変化                                                                     | 長期・短期      | 磁力計、磁気測量、地磁気変化計        |
| 電磁気     | 地電位差、地電流の異常変化                                                           | 短期            | 電位差計                              |
| 電磁気     | 地殻の電気伝導率の変化                                                               | 長期            | 電気探査                              |
| 電磁気     | 地磁気の短周期変化に対する地殻のレスポンスの変化                                     | 長期            | MT法、GDS法                           |
| 電磁気     | 土地の電気抵抗の変化                                                                 | 短期            | 比抵抗変化計                          |
| 電磁気     | 電磁放射                                                                             | 短期            | 電波受信機                            |
| 電磁気     | 電波伝搬状態の変化                                                                   | 短期            | 電波受信機                            |
| 地下水など | 井戸の水位変化                                                                       | 短期            | 水位計、目視                          |
| 地下水など | 泉の湧出量の変化                                                                     | 短期            | 流量計、目視                          |
| 地下水など | 井戸や泉の水温変化                                                                   | 短期            | 温度計、体感                          |
| 地下水など | 井戸や泉の水質（におい、濁り、成分 （ラドン含有量など））変化                        | 短期            | 化学分析、目視、嗅覚                  |
| 地下水など | 断層ガス（地中ガス）の化学成分                                                       | 短期            | 化学分析                              |
| その他     | 動物の異常行動                                                                       | 短期            | 目視                                  |
| その他     | 地鳴り                                                                               | 短期            | 聴覚                                  |
| その他     | 発光現象                                                                             | 短期            | 目視                                  |

前兆検出のための観測の中で異常(anomaly)が発見されても、地震に結び付けられるものは少なく、それ以外のほとんどがノイズである。ノイズの中には原因が明らかなものもあるが、不明なものも多いため、前兆かノイズかの判断は難しくなる。また、前兆の出現範囲は、ふつう地震の大きさに関係があると考えられるが、地震の性質や地下構造によっても異なるだろうと考えられている。これらは、地震予知の困難さの一因にもなっている。
なお、宇津(2001)によれば、日本のように地質構造が複雑な上に気象や海象の変化に富み、かつ社会活動が活発な国は、ノイズが多い傾向があり、大陸に比べると観測環境は厳しいという。

### 前兆と地震発生の関連
地震の前兆とされるものには科学的裏付けが不十分な報告も含まれることから、前兆と地震発生との関係（シナリオ）が明らかにされていなければ、科学的な予測とは言えないとする見方がある。
大中(1992,1998,2000)は力学的プロセスで区分した地震の発生過程の中で、前兆の位置付けを示した。大地震を力学的不均質場における不安定動的破壊と考えた場合、同一場所での地震の繰り返し過程は以下のようになる。
1. 大地震発生直後から始まる断層強度の回復過程とテクトニック応力の増大により、リソスフェアが弾性的に変形し、ひずみエネルギーが蓄積される過程
2. テクトニック応力が高まるにつれて不均質リソスフェアが局所的に非弾性的に変形する過程
3. 局所領域に変形が集中し破壊核が形成される過程
4. 動的高速破壊伝搬過程（本震の発生）
5. 動的高速破壊伝搬過程停止直後の余効的調節過程（余効変動、余震）

この中で3.の破壊核形成の過程は近いうちに本震が発生する可能性が高まっている段階であって、この過程にあることを何らかの方法で検出することができればそれが前兆である。これを監視することにより、短期予知や直前予知の手法が確立されるとした。なお、動的破壊が始まるときの破壊核の大きさを臨界サイズというが、臨界サイズに至るまでの時間とその大きさはその場の地学的な環境に依存する。

## 研究の種類
地震予知・地震予測には多くの種類があり、学問領域も複数にわたっている。

### 地質学・測地学

#### 地殻変動

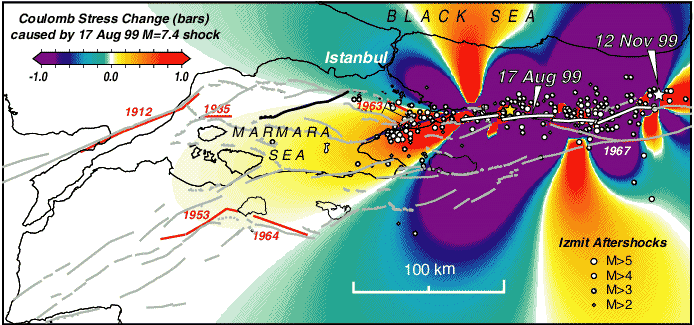
1999年イズミット地震におけるクーロン破壊関数(ΔCFF)の変化の推定地図。紫は応力が減少した部分、赤は応力が増加した部分。遠田・T.Parsons・R.Steinによる。

古い記録では、1694年能代地震において地震の2か月前に埋木が地表に現れたほか半月前に石灯篭が風も無いのに倒れたことが記録されているが、後者は地盤の流動によるものとする指摘もある（今村、1977）。1793年西津軽地震や1802年佐渡小木地震では異常隆起によるものと考えられる海岸線の後退が記録されているが、前者は信憑性に疑問を呈する指摘がある（佐藤、1980）。1872年浜田地震では、地震の数十分から数分前に潮が引いてアワビを手掴みできたという記録も残っている。これらは目視によるものだが、明治以降は計器観測に代わっている。地殻変動は、水準測量や非定期的な測量により検出される定常的な地殻変動が2-3年から十数年の期間で次第に加速・減速・逆転する長期的変動と、伸縮計や傾斜計などの連続観測により検出される本震直前数分から数時間・数日の期間の短期的変動に大別される。
地震発生前後の水準測量の結果から、1927年関原地震では地震3か月前に震源付近で2-3cmの隆起があったほか、1961年長岡地震や同年の北美濃地震、1967年麻積地震でいずれも地震前に2-3cm程度の異常な隆起が観測されている。また1964年新潟地震では、檀原(1973)の報告によると、19世紀末の第1回測量から続いていた緩やかな隆起が1955-1956年に急激な隆起に転じ、いったん小休止した後に地震が発生する経過をたどったとされるが、茂木(1983)などは誤差による見かけの変動であると反論している。ただし、この付近では地殻変動観測所の傾斜変動のデータも異常を示している。
1983年日本海中部地震では、水準測量と潮位の測定において男鹿半島周辺で1978年ごろから隆起が加速し、その値は地震までに約5cmに及んだ。また男鹿の傾斜計では1978年頃から、前述とは反対方向である東上がりの異常な傾斜変動が観測された。この地震においては、地震空白域（後節参照）が生じたことも報告されている。
アメリカでは、1971年サンフェルナンド地震に先行して震源付近で20cm地殻に達する隆起が観測されており、これは断層面におけるクリープが断層下端から地表に向けてゆっくりと進行したことが原因とする報告がある。なおカリフォルニア州南部の広範囲で約45cmに達する隆起があったとする報告があるが、これは誤差による見かけの変動に過ぎないとの反論もなされている。
1944年昭和東南海地震では、今村明恒の要請により陸地測量部（現国土地理院）が実施していた静岡県掛川市付近での水準測量の最中に地震が発生し、特筆すべきデータが得られた。地震3日前と前日では許容誤差を大きく超える測定差があり、当日の地震発生直前の測量中には水準儀の気泡が揺れて静止しないほどだったと記録されている。茂木(1982)はこれを2-3日前に始まった異常な地殻変動が本震に向けて次第に加速したためだろうと推測している。この記録を基礎とした研究によりプレスリップ理論が構築され、東海地震予知の根拠に位置付けられて、1978年制定の大規模地震対策特別措置法に基づいて警戒体制が整備された。一方で木股・鷺谷(2005)は、数日前から当日午前中までの測定差はプレスリップがあったと断定するには精度が低すぎ、地震直前（10分前と推定）にプレスリップがあったとすれば説明できるとしている。
1943年鳥取地震では震源から60km離れた生野銀山の傾斜計で地震の6時間ほど前から、1952年吉野地震では同じく94km離れた逢坂山の伸縮計で地震の10か月ほど前から、それぞれ異常な変化があった。1973年根室半島沖地震では、同じく約250km離れたえりもで観測坑内の湧水量変化に異常があったほか、1978年伊豆大島近海の地震では石廊崎で地震の1か月前に気象庁設置の体積ひずみ計で異常な変化を観測している。
1970年代頃からは、観測データをより客観的に数値解析する試みも行われた。飯田・志知(1972)は愛知県犬山の伸縮計と傾斜計のデータに短周期除去のデジタル処理を施して、1969年岐阜県中部地震（震源-観測所の距離は48km）と1971年渥美半島沖の地震(（同90km）の前兆と見られる変動を抽出している。Ishiguro(1981)はベイズ法を応用して観測データの変動の多様な要因を分離している。Ishii(1976)はチェビシェフ多項式を用いて地殻変動を近似するモデルを作成し、実際の値とのずれから異常を判定する手法を開発、震源から80km離れた地点の傾斜計のデータから1970年秋田県南東部の地震(M6.2)の前兆と見られる変動を検出した。石川・宮武(1978)はウィーナーフィルタを用いた手法を開発している。
観測データの変動を複雑化させる要因として、降雨の影響がある。田中(1979)はタンクモデルを用いて降雨に対する応答を補正する手法を提唱し、山内(1985)はこのモデルによる補正がうまくいかないときに観測所の周辺でしばしば地震が発生することを報告している。岡山・兵庫の山崎断層では断層破砕帯を跨いで群列観測が行われているが、尾池・岸本(1977)はそこでの伸縮記録から、降雨後のひずみの変化に異常があると微小地震が活発化する場合があることを報告している。
静的応力場におけるクーロン応力を規定するクーロン破壊関数(ΔCFF)の変化が地震の活発化や静穏化をもたらしうることは、Chimery(1963)のほか多くの研究者によって報告されている。1989年ロマ・プリータ地震や1992年ランダース地震ではΔCFFの変化とそれに対応する地震活動の変化が報告されている(Reasenberg and Simpson,1992; Jaume and Sykes,1992; Stein et al.,1992; Harris and Simpson,1992)。King et al.(1994)はΔCFFの変化が地殻内のせん断応力の変化であると報告している。
地震波速度の変化の報告が一時期活発に行われたこともあった。初期の報告として日下部(1915)のものが知られ、日本では1940年代から1060年代にかけて多くの報告がある。旧ソ連のガルム地方では集中的な観測が行われた。しかし、その後の報告では観測誤差を超えるようなものは出てこなくなった（宇津,1985)。宇津(2001)によると、地震の際の応力変化が50bar程度であることから考えて、地震波速度の変化は0.1%程度しかないだろうと推察されているが、震源域のアスペリティなどごく狭い領域に限定すれば、技術的に困難を伴うが発見可能かもしれないという。
このほかには、地殻変動の記録に含まれる潮汐の振幅や位相が地震前に変化するという報告(Nishimura,1950; Mikumo et al.,1977)や、地震の直前に地球潮汐の振幅や位相に異常が検出される可能性があるという報告(Tanaka and Kato,1974; Beaumont and Berger,1994)などがある。

#### 地震活動
地震活動を概観した時に見出される空白域や静穏化・活発化と地震発生のと関連も議論されている。
過去に大地震を起こしたことが分かっているものの長い間大地震が起きていない地域を、第一種空白域という。大森(1907)などにより指摘はなされていたが、Fedotov(1965)や茂木(1968)らによって1960年代に明確に認識されるようになった。空白域の考え方によれば、ある期間内では大地震の震源域はお互いに重複せず活動帯を埋め尽くすように起きる。
メキシコのオアハカ州沿岸では大竹ら(1977)によって指摘されていた空白域で1978年にM7.8の地震が起きた。1973年根室半島沖地震(M7.4)は宇津(1972)などにより空白域と指摘されていた所で起きた。ただし、前回の1894年のM7.9よりも規模がかなり小さかったため、空白域が完全に解消されたのかが議論となったが、その後30年間は大地震が起きなかった。同じくメキシコのミチョアカン州沿岸ではSingh et al.(1981)らによって空白域が指摘されていて、1981年にM7.3の地震が起きたがこれで空白域が解消されたのか大きな地震が続くのか議論となった後、1985年にM8.1のメキシコ地震が起きている。その一方で、1994年北海道東方沖地震が起きた時点の色丹島沖では、1969年の前回地震から25年しか経っていなかったため空白域ではないと考えられていたが、後に発生様式が1969年（プレート境界型）とは異なる海洋プレート内部の型であり矛盾していなかったことが分かっている。
McCann et al.(1979)やNishenko(1991)などは空白域の理論を用いて環太平洋地域の沈み込み帯の大地震を予測しようと試みたが予想通りにいかない例が目立っており、石橋・佐竹(1998)、大竹(1998)、宇津(1998,1999)などのように問題を指摘する報告がある。
大地震に先行して普段起きていた微小地震活動が顕著に減少する地域を、第二種空白域という。1952年十勝沖地震では井上(1965)や宇津(1968)などによって空白域が生じていたことが分かっている。また1978年メキシコ・オアハカ州沿岸の地震は第二種空白域でもあったことが分かっている。一方、1983年日本海中部地震ではM4程度以上に限ると1978年ごろから静穏化がみられるが、M2-3級を含めるとはっきりしなくなることが報告されており、地震活動が活発な地域ではしきい値を高めにした方がよい場合があるとされる。第2種空白域が生じる物理的原理は十分には解明されていないが、山科(2001)は何らかのきっかけで偶然生じた地震活動の不活発さがひずみの蓄積率を増して、それが大地震を促している可能性を述べている。なお、いったん静穏化したように見えても、大きな地震を起こすことなく再び元の状態に戻ることも少なくない。
大竹(1980)や前田(1990)は第二種空白域の発生から本震までの期間と本震のマグニチュードの間に相関があることを報告しており、大竹(1980)はさらに空白域の長径とも相関があるとしている。しかし、期間や空白域の大きさは研究者により大きな差があるほか、本震の震源域の大きさと空白域の大きさは必ずしも一致せず、どちらかが大きかったりする。
上記の他に、大陸プレート内部において中小規模の地震活動帯の中に生じる静穏化域を第三種空白域とする報告もある（石川,1990,1995）。1995年兵庫県南部地震、同年の新潟県中部の地震(M5.5)、1997年の山口県北部地震(M6.6)などはこの種の空白域で生じたと報告されている。
地震活動度を数式化して表現する試みも行われた。Habermann(1981,1988)やWyss(1997)は、単位時間当たりの地震の平均的発生率と標準偏差を用いて活動度の有意な差を示すζ値を考案した。Wiemer and Zuniga(1994)、Wiemer and Wyss(1994)、Katumata and Kasahara(1999)はこれを地図上に表示するζMAPを発表している。なお、これらの算出式は誤差要因となる余震を考慮していないため、データから余震を予め除去しておく必要がある。一方、吉田ら(1997他)はこれを単純化し比較対象となる期間を任意の適当な長さとして柔軟な形にしたCHASE(change of seismicity)を提案している。地震活動の経過を近似した理論値と実際の値の残差を正規分布と考えると、大きな残差の頻度の低さを見積もることができるが、尾形(1988,1992,1998)などはETASモデルを用いて東北地方太平洋側などで静穏化の例を報告している。
大地震の発生に先立って、その震源域の周りで地震活動が活発化する領域が出現することがあり、第二種空白域を囲むように分布する。茂木(1969)はこれをドーナツパターンと名付けた。例えば、1978年島根県東部地震(M6.1)では半年ほど前から微小地震がドーナツ状に分布し、そこを埋めるように本震が発生している（山下・井上,1979）ほか、1923年関東地震では、1894年明治東京地震、1895年茨城県南部地震、1909年房総沖地震、1921年龍ヶ崎地震と約30年前から大型の地震がドーナツ状に発生している（茂木,1980）。
大地震の発生に先立って起こる小さな地震を前震といい、しばしば本震との関連性が議論される。本震の震源は破壊の開始点であり、直接的な前震はこれに近いところで起きる性質がある。
1995年兵庫県南部地震では、前日に明石海峡で最大M3.5の地震を含む地震活動があった。1978年メキシコ・オアハカ州の地震では1978年に入ってから空白域内でM4クラスの地震が発生し始めた。前震はドーナツパターンの一部を形成したり、空白域を区切る地震になることがある。前震の中には、前段落の1923年関東地震の例のように、時間的・空間的に離れたものもある。この種の地震は「広義の前震」あるいは「関谷型の前震」（関谷,1976）と呼ばれる。また、群発地震性のものは「前震スウォーム」と呼ばれる。
グーテンベルグ・リヒター則において規模別の頻度分布を示すb値も、地震活動との関連が議論される。前震活動にはb値が低いものがあるほか、大地震の前にその震源域付近でb値が低下したという報告が多数ある一方、b値が上昇したという報告もある。1976年唐山地震では、5年ほど前からb値が上昇し、その後約2年間0.5程度まで低下、その後本震となった（李ら,1978）。b値が予知にどの程度有効かは十分に解明されていない。
潮汐と地震活動の関係を問う議論もある。尹ら(1995,1996)は潮汐力によるΔCFFをそれぞれの地震発生時において算出し、相関を示すパラメータYの値を比較し、大地震の前はY値がしばしば大きくなると報告した。LURR(Load-Unload Response Ratio)とも言う。原理としては、大地震が近づいて応力が高まった地殻では僅かな変化が地震に繋がることが考えられている。しかし、Y値が低下した後大地震が発生したり、Y値が一旦上昇して通常レベルに戻った後しばらくして大地震が起きたりするなど様々なパターンがあり、予知にどの程度有効かの議論は進んでいない。
そのほかにも、大地震との関連性が議論されている研究がある。Savage(1983)は、沈み込み帯における沈み込みの過不足を「すべり欠損（バックスリップ）」があると仮定して説明し、これをモデル化した。この理論により、すべり欠損の大きさやプレート間カップリングの値などからプレート間の大地震を予測できる可能性が議論されているが、2011年東北地方太平洋沖地震により理論に疑問が呈されるなど、理論の正しさを含めて結論は出ていない。また、高感度地震観測網の観測により発見された深部低周波微動やこれに関連して起きるスロースリップなども、すべり欠損を補う地殻変動として研究が行われている。

#### 余震予測
余震については予測の手法が確立され、実際に短期予測の発表も行われている。余震に関する改良大森公式が基本に用いられ、グーテンベルグ・リヒター式と組み合わせて規模の大きな地震の確率を予測する試みがReasenberg and Jones(1994)、塚越ほか(2000)らによって行われている。地震調査研究推進本部は余震の確率評価の手法を検討し、1998年に報告をまとめている。2011年東北地方太平洋沖地震では気象庁が余震の発生回数や最大規模の予測を定期的に発表した（東北地方太平洋沖地震の前震・本震・余震の記録#余震の発生確率参照）。
また、松浦(1986)は余震活動が一時的に低下した後に大きな余震が起こることを見出し、1995年兵庫県南部地震では本震8日後に発生したM5.0の余震に先立つ活動低下を検出して注意を促している（松浦,1995）。また、山科(1996,2001)は余震のマグニチュードを用いて算出した累積エネルギーが階段型を示すことを見出し、このグラフから大きな余震の時期やマグニチュードの上限が推定できる可能性があるとしている。

#### 地質調査
古地震を引き起こしたり、将来大地震を引き起こす可能性がある断層活動履歴を地質調査により解明する試みも行われている。地表に近い断層については断層を横切るように溝を掘ってその断面を調べるトレンチ調査が主流である。トレンチ調査はサンアンドレアス断層で始まった手法で、日本では1995年兵庫県南部地震以降に行政が力を入れるようになった。海底の断層に対しては、音波探査で位置を推定した後に両側で掘削を行い年代を決定する手法が主に用いられる。航空写真や衛星リモートセンシングによりリニアメントを検出する手法も、補助的に用いられる。
海域の大地震については、地震の度に起こる隆起や沈降を反映した海岸段丘などを調査することで地震の履歴を推定する手法や、津波堆積物を用いた手法などがある。
他方、地殻内部の構造を知るために物理探査の一種である弾性波探査（地震探査）も行われている。爆薬などで起こす人工地震を利用したものもあれば、自然地震を利用したものもある。主に、地殻内の地震波速度の構造（三次元の地震波トモグラフィーなど）や、地震動の大きさに影響する表層地盤増幅率の調査が目的とされることが多いが、地殻内の密度や温度の調査も行われている。

### 歴史的観点・統計学
歴史地震から繰り返し発生する地震の様相を推定し、統計的に再来時期を求める手法は、近代地震学の初期から行われている。1905年に今村明恒は関東の歴史地震から大地震が約100年間隔で起こるとする論文を雑誌に寄稿している。1964年に国会の地震対策委員会で河角廣が発表した「南関東大地震69年周説」は、鎌倉における強震記録などから南関東における地震は69±13年の周期であり、その26年間はその他の期間よりも強震発生確率が4倍高いとするものであった。なお、どちらもマスメディアにセンセーショナルに取り上げられ、社会問題となっている。
また、石橋(1998)などにより神奈川県小田原付近では1633年から1923年までほぼ等間隔で大地震が起こっている事が指摘され、統計的解析により73.0±0.9年が周期であり次の発生は1998年±3.1年とする「神奈川県西部地震」が想定され、国や神奈川・静岡両県が被害想定を行うに至った。ただし、この説には疑問も呈されているうえ、1998年を過ぎても想定の地震は発生していない。
地震の周期性を説明する学説は2通りある。次回の地震までの間隔は前回の地震の規模に依存するというタイムプレディクタブルモデル（時間予測モデル, time-predictable model）と、次回の地震の大きさは前回の地震からの間隔に依存するというスリッププレディクタブルモデル(slip-predictable model)である。Shimazaki and Nakata(1980)によればタイムプレディクタブルモデルが有力とされている。
ケーリス・ボロク(V.I.Keilis-Borok)らは、1970年代半ばからパターン認識を利用した予知手法を提案した。これは地震発生の物理モデルを考えずに、地形や地質、地震発生の状況などの様々な情報を定量化して独自のアルゴリズムを組み予測するものである。当たったとされる例もあるが、実用的なレベルには達していないと考えられている。ロシアではこれに類する"Reverse Tracing of Precursors (RTP)"や"M8"という手法が開発され、ロシア政府の地震予知にも取り入れられている。長尾年恭ら東海大学のグループは、RTLを応用したRTM法を提案し「地下天気図」と名付けて研究を行っている。
ソネット(Sornette,1995,1998)は、大地震の前のひずみの蓄積に伴う地震などの前兆現象の変動が複素数次元を持つフラクタル的な振る舞いをするとしてこれを数理モデル化した。五十嵐ら(2002,2006)はこの式を準用し、東海地方の地震活動や水準測量など各種前兆について、また1995年兵庫県南部地震の前に観測された大気ラドン濃度の変動について、それぞれ検討を行い数理モデル化した。この研究から、水準測量のデータに基づいて東海地震が2003-2004年に発生するという情報を発表したが、成功には至らなかった。類似するものとして、前兆現象の最も遠い出現範囲を基に数式化した力武(2001)の「限界距離法」がある。

### 電磁気学
電磁気の観測は比較的簡単な装置で可能なものがあるため報告件数も多い一方、地震との関連性が十分に説明されていないものが含まれるので注意を要する。電磁気の観測の利点として、穴を掘って直接観測できない深部の情報が得られる可能性があること、観測値が広い範囲の地殻の変化の平均値を反映していると考えられることが挙げられる。一方問題点として、変動の原因やメカニズムが十分に理解されていないものが多く、関連性を立証することが難しいこと、地球内部起源ではない人工的ノイズが多く、それを除去して信頼できる情報を取り出すことが困難な場合が多いことが挙げられる。

#### 地磁気
地磁気や空間磁場などの磁場変動を対象とするものでは、全磁力を扱ったものが多いが、偏角や伏角、南北・東西・上下の3成分などパラメータ別に扱ったものもある。少数の観測点での連続観測に基づくものが多い。地震前後の磁気測量により磁場の分布の変化を見出した例などが、主に報告されている。
1974年アメリカ・カリフォルニア州ホリスター付近の地震(M5.2)では約2か月前に約1nTの地磁気増加があった(Smith and Johnson,1976)ほか、1978年伊豆半島河津付近の地震(M5.0)では2か月前に約5nTの地磁気減少があったと報告されている(Sakai and Ishikawa,1980)。中国でも1975年海城地震や1976年唐山地震に先行して10-20nTの地磁気変動があったと報告されている(朱,1976; Raleigh et al.,1977)が、力武(2001)は観測精度が明らかではないことを指摘している。旧ソ連では、1977年イスファリン-バトネン(Isfarin-Batnen)の地震(M6.6)で1nT程度の地磁気変化があったと報告されている(Asimov et al.,1984)。一方、1976年ガズリの地震(M7.3)では震央付近にあった磁力計が何の変化も示さなかったと報告されている(Shapiro and Abudullabekov,1978)。
メカニズムとしては、地殻内の応力変化が圧電効果（ピエゾ効果）を通じて磁場変動となって現れるという説がある。この原理により期待される磁場変動は振幅1nT程度であり、過去の事例でこれを超えているものは他の要因が関与しているのではないかと推察されている。他の説として、地殻内の応力変化による歪の不均質が地下水の流動を生み、これが流動電位の効果により地殻内に電位勾配を生んで電流が流れ、磁場変動となって現れるというものがある。こちらの場合、水が関与しているため後述の地電流や電気伝導度の変化と相関があるだろうと考えられている。

#### 地電流
地電流を対象とするものでは、2地点間の地電位差を扱ったものが多い。なお、地中に電極を置くことは表面電位による誤差の問題が付きまとうため、電極の周囲のイオン濃度を一定に保つ平衡電極を用いるのが適切である。系統的（従来研究をベースに積み重ねていく研究）ではないが、中国や日本を中心に様々な報告がある。
古いものでは、1923年関東地震において350km離れた仙台で数時間前から変化が生じ地震後もしばらく続いたことが報告されている（白鳥,1925)。また、茨城県柿岡の観測所で行われた地電位差観測では、1936年新島沖の地震（M6.3)、1938年紀伊水道の地震(M6.7)、1943年鳥取地震、1944年東南海地震などM6以上かつ200km以上離れた地震で変化があったことが報告されている（吉松,1937,1938,1943,1989）。新しいものでは、兵庫・岡山の山崎断層での集中観測において1984年に発生したM5.6の地震による変化が観測されている（宮腰,1985）。アメリカでは、サンアンドレアス断層において1974年のM5.2の地震と1975年のM2.4の地震において地電位差の異常があったと報告されている(Corwin and Morrison,1977)。中国でも、北京郊外の紅山州で1966年から行われた観測においてM3以上の地震では平均5時間前から変化があり地震後元に戻った(Coe,1971)ほか、1974年昭通地震(M7.1)で数時間前に90km離れた地点で地電流の異常があったことや(Allen et al.,1975)、1975年海城地震では震源から25kmほど離れた地点で1か月前から地電位差の異常が現れ始め10日前にピークを迎えた後地震直前に急反転するという変化があったこと（朱,1976; Molnar et al.,1977）などが報告されている。旧ソ連では、1970年代後半にカムチャッカで活発に観測が行われ、複数の報告がされている(Fedotov et al.,1970,1972; Sobolev,1975)。
特に、ギリシャではVAN法が実用化されている。VAN法は、50-200m間隔で1対の地電流観測所をギリシャ国内各地の約20か所に設置、10kmを超える間隔の観測所等も併用しつつ、SES(seismic electric signals)と呼ばれる継続時間数分-数時間の過渡的な地電位差変化をターゲットとして観測を行うものである。出現時期は地震の1か月前から数時間前ごろ、出現場所は必ずしも震源の近くではなく複雑な形態で現れることが分かっていて、これらの経験則から予知情報を発表している。
メカニズムとしては、圧電効果（ピエゾ効果）の説もあるが、地電流が対象とする直流成分に対する効果は小さい。他には、前段落でも述べた地下水の流動による流動電位の効果とする説、後の段落で述べる電気伝導度分布の変化によるものとする説などがある。
しかし、1000km 程度遠方まで伝播する雷雲による電磁変動を感知している可能性や、経済活動による様々なノイズ（鉄道、水道管防蝕の為の電流）や、センサー（検出コイル）が地震波の直接的影響で電位を発生した結果を誤認している可能性もある。

#### 電磁波・電離層
電磁波（電磁放射）を対象とするものは、震源域からの放出を捉えるものと、伝播の異常を捉えるものに大別される。極超長波(ULF)から短波(HF)まで広い帯域の電磁波が観測対象となっている。なお、報告の多くは地震との時間的な関係のみが明らかでメカニズムの相関を明示したものは少ないとされている。
1980年近畿地方の深さ380kmで起きたM7.0の深発地震において、震央距離にして250km離れた長野県菅平で81kHzの空電（雷による電磁波パルス）の雑音強度が30分前から上昇し地震発生とともに元に戻ったことが報告されている(Gokhberg et al.,1982)。以降、グループによる研究が多く報告されている。電気通信大学のグループは関東地方周辺に観測網を展開した（茅野,1993）。防災科学技術研究所のグループは関東地方に設けた深さ300-800mのボアホール地中VLFアンテナで観測を行い、1994年北海道東方沖地震に先行して2日前からパルス数が増加し20分前にピークを迎えた後元に戻るという変化を観測した（防災科研,通信総合研究所,1995）。京都大学のグループは京都府宇治に設置したボールアンテナでLFとVLFの異常パルスの観測を行い、1993年北海道南西沖地震や、1995年兵庫県南部地震において1週間前から著しい増加があったという記録と共に地震発生の6時間半前に録画されたテレビ番組に色ずれ等のノイズが確認されるなど、前兆現象を捉えていたという報告もある。1989年ロマ・プリータ地震や1988年スピタク地震(M6.9)でも異常な電磁放射を観測したという報告がある(Fraser-Smith et al.,1990; Molchanov et al.,1992)。力武(1997)は電磁波に関する60の報告例から、以上から地震までの期間は平均0.26日間であり、この種の異常は本質的に短期的なものであると報告している。
Gufeld et al.,(1994)は1988年スピタク地震における観測から、VLF帯の電波の振幅と位相は、送信曲と受信局を結ぶ大円の範囲の電離層が地震の影響を受けていると変化する場合があると報告している。日本では早川正士ら(1996)、Molchanov et al.,(1998)が1995年兵庫県南部地震でこれに該当する観測例を報告しているほか、他のM6以上の地震10個でも同じような効果がみられることを報告している（Molchanov,早川,1998)。この報告では、VLF電波強度の日変化グラフ上に現れる日出没に伴う変化の時刻（ターミネータ・タイム）が地震の数日前から日の出は早く・日没は遅くなる変化があり、その原因は下部電離層のVLF反射高度が数km下がることで説明されるとしており、その変化の根本原因は分かっていない。このほか、串田嘉男(1996)はFM放送の電波の流星反射を用いた観測法を報告しているが、気象庁が調べた2001年から2003年のM6以上の地震では、52件中3件の的中でしかなく防災情報としては役に立たないとしている。
Molchanov et al.(1993)は大地震の震源付近上空の人工衛星が異常な信号を捉えると報告しているが、後にいくつかの衛星観測プロジェクトが行われている。地震前兆としての電磁気観測を主要ミッションとする初の衛星は、2001年12月にロシアが打ち上げたCOMPASS-1である。COMPASS-1は打ち上げ後に故障し失敗に終わったが、2003年にはアメリカの民間企業がQuakeSatを打ち上げ、約11か月の間に数個の地震で先行する電磁放射を観測したと報告されている。2004年に打ち上げられたフランスのDEMETERの観測では、2年半の間に発生したM4.8以上の浅発地震9,000回において地震発生の0 - 4時間前にVLF帯の電波の明らかな減少が見られたと報告されているほか、2009年のサモア沖地震の7日前と2010年ハイチ地震の3日前にもそれぞれ電離層の擾乱を観測したという。
2011年に発生した東北地方太平洋沖地震では、地震後、森谷武男らが半年ほど前から道内で岩手県からのFM放送波の強度が通常の2-3倍になったことを観測していたと発表、早川らが約1週間前に太平洋上の電離層の境界が下がった（超長波の到達に要する時間で測定している）ことを観測していたと発表、日置幸介が地震の40分前に東北地方上空の電離層で電子数が増えていたことをGPSの受信データから確認したと発表している。
なお地震後では、東北地方太平洋沖地震発生の数分後から、地震発生に伴う大気波動によって電離圏における電子数の変動（電離圏擾乱）が同心円状に起こったことが観測されている。
考えられるメカニズムとしては、地殻内の応力変化が石英などの帯電しやすい鉱物内での電気分極や微小破壊による電荷対形成を起こし電磁波の発生に繋がるという説がある。この節は破壊実験でも確かめられているが、実験室レベルでは試料が小さいためか高周波が主体になるという特徴がある。例えば、花崗岩の高圧破壊実験では300MHz、2GHz、22GHz帯のマイクロ波が照射される。地殻は導電性を持つため電磁波が地中から地上に到達するまでに減衰するが、ULF(300-3kHz)より高い周波数では1km以深になると電磁波が地上に到達しないくらい減衰してしまう。このことから、電磁波は地表に近い地殻の浅いところから放出されているとする説もある。また、大気中では電離層と地表の間が導波管の役割をするため長距離伝播が可能だが、震源域上空で何らかの要因により電離層の密度や高度の乱れが起こることで伝播異常が起こるという説がある。
また、震源域の岩盤の擦れあいにより発生した電磁波（電気）を地鳴り音などが同時に発生することで、可聴域の周波数に変調された電波（中波帯・長波帯）をスペクトラムアナライザーで捕捉して音を抽出することにより、周波数から震源域、音圧レベルの波高値からマグニチュードを算出することができるTADA地震火山予知研究所の多田惠藏により発見された音波解析法などがある。
2024年5月7日の研究によると、東日本大震災をきっかけに、マグニチュード8クラスの地震発生直前に普遍的に起こっていた現象として、電離圏電子密度の上昇が確認され、注目を呼んでいる。

#### 電気伝導度・比抵抗

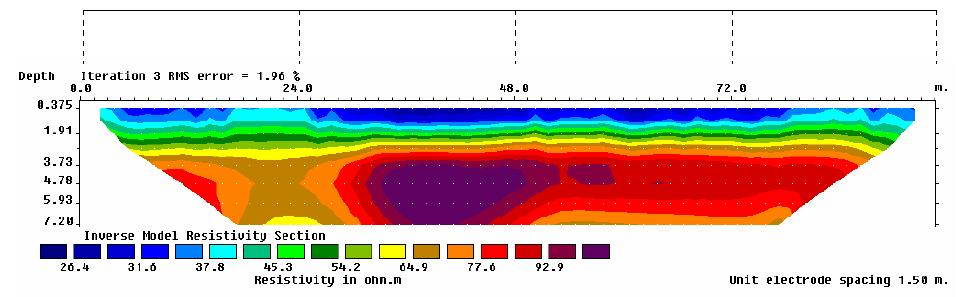
電気伝導度（比抵抗）測定により得られる断面図の例。青は伝導度が高く、赤・紫は伝導度が低い。

電気伝導度（比抵抗）を対象とするものは、自然の電場を利用するものと、電気探査の人工的な電流により測定するものとがある。前者は一定ではないため精度が落ちる一方、後者は出力が限られるため通常は数km先までしか測定できない。GDS法を用いるのが一般的だが、水平方向の構造変化が少ない場所ではMT法も用いられる。観測例は報告されているが、震源が遠かったり、単独観測で比較性に欠けるなど、メカニズムの相関が明らかにされているとはいえない状況にある。Yamazaki(1975)はコサイスミック（地震と同時性）の比抵抗変化を観測し場合によっては地震より先に起こっているようにも見えると報告している。アメリカではサンアンドレアス断層の地震での観測例がある(Mazzella and Morrison,1974)ほか、1989年ロマ・プリータ地震では地震後であるが地震を境に太平洋側から電流が流れるようになったという報告がある(Madden and Mackie, 1996)。旧ソ連ではガルムで活発な観測が行われ、MHD発電や水力発電の電力を利用して観測が行われたほか、地震に先行して比抵抗が10%以上低下する例が報告されている(Barsukov,1972,1973,1974; Barsukov and Sorokin,1973; Barsukov et al.,1974; Al'tgauzen and Barsukov,1972)。中国では、1976年唐山地震に先行して10kmや80km離れた地点で変化があった一方で震源に近い地点では変化が無かったという報告がある（力武,1979）。1976年松潘-平武地震。
考えられるメカニズムとして、地殻内のひずみや応力が不均質に変化し水の移動が起こることが原因とする説がある。地殻を構成する岩石自体は伝導度が低いが、含有する水の効果により、地殻の電気伝導度として観測される値は岩石そのものより数桁高い。そのため、地殻内の割れ目や隙間に存在する水が移動すると、地殻の電気伝導度の観測値も変化するだろうと考えられている。

### 地球化学・水文学
地下水中や大気中のラドン(222Rn)濃度に関する研究がある。古くは1950年代の日本の論文がある。1966年にソ連のウズベク共和国（現在のウズベキスタン）タシュケントで起きたM5.5の地震では地下水中のラドン濃度の変化が報告されたが、そのメカニズムを示す仮説がショルツら(Scholz et al.,1973)のダイレイタンシー水拡散モデルで示されたことで研究が活発化し、1975年の中国・海城地震でも地震の前兆例として報告されている。しかし、茂木(1982)などの指摘によりダイレイタンシー水拡散モデルは疑問視されるようになり、研究は下火になっている。
後続の研究もある。国立防災科学技術センターが府中地殻活動観測施設において、1983年8月8日の山梨県東部 M6.0の地震に先立つラドン濃度の異常な上昇を報告している。岐阜大学の研究グループは兵庫県南部地震において兵庫県西宮市内の井戸の地下水中のラドン濃度の急上昇を捉えており、北海道東方沖地震においても同様の変化を観測した。同大学は、地中水脈の水中ラドン濃度を測る観測網を岐阜県の断層地域に構築している。
その後、疑問視されたダイレイタンシー水拡散モデルに代わって、地殻の歪みと地下水の関係が注目されるようになった。上下を帯水層に挟まれた層に保持されている「被圧地下水」は地球潮汐に伴う水位変化や噴出量変化を起こすことが知られているが、このメカニズムが地震の時にも起こるという仮説をもとに地震の前兆としての地下水の水位や水温の変化が研究され、1974年伊豆半島沖地震(Wakita,1975)、1923年関東地震や1946年南海地震（川辺、1991）において仮説により説明できる変化があったと報告されている。しかし、地震の際にも変化を示さない地下水も少なくなく、この仮説に対する疑問も呈されている。
一方、岩石中に亀裂があると岩石と地下ガスや地下水との物質のやりとりが促進されるという仮説をもとに、地震の前兆としてこれらの濃度変化が研究された。1965年に始まった松代群発地震では地下水質の変化が観測され、逆に高圧地下水が岩盤の亀裂に貫入することで地震を誘発したとする説も出されている（中村、1971）。研究の対象は主にラドンのほか、水素・ヘリウム・アルゴンなどの希ガス、メタン、二酸化炭素などで、濃度や同位体比の変化が取り上げられている。
井戸や温泉などの変化の報告もある。1923年関東地震の前に、熱海温泉の間欠泉で湧出変化があったことが詳細に記録されている。熱海駅前の「大湯」の間欠泉では駅前交番の警官によりその様子が記録されており、地震前年に活動が低下し12月には湧出を停止してしまった。これを重く見た行政が温泉の取水制限を課したところ、翌年5月頃から湧出が復活した。その後地震前日の8月31日に急に活動が活発化し、40分以上続く噴出もあったという。1933年昭和三陸地震では、地震の前に三陸沿岸の各地で井戸の枯渇があったことが報告されている。1946年南海地震では、四国や紀伊半島の沿岸で井戸の枯渇や水位低下があったことが報告されている。脇田(2001)によれば、こうした事例は地震の1週間前から前日のものが多い一方、いつも同じ井戸ではなく地震ごとに異なる井戸で起こることも多いという。
兵庫県南部地震でも、事後に地震に先駆けた地下水や温泉水の水位、水圧、温度、組成の変化があったことが報告されている。このほか、岡山理科大学の弘原海清らは兵庫県南部地震での観測例から大気イオンの濃度変化を用いた研究を行っている。

### 宏観異常現象・その他
地震の前に動物が奇妙な行動をとったという報告は数多く記録されている。定説とはなっていないが、原因に挙げられることがあるものとして、微小な前震による地鳴りやアコースティック・エミッション(AE)、地電流の変化、地下水の水位・温度・成分などの変化、地下からのガスなどの物質の放出、帯電粒子の放出、空中電場の変化、海底や湖底などの状態の変化などがある。こうした事例の多くは非専門家によって報告されていて、地震との因果関係がはっきりとされていないものが多い。
そのほかにも、発光現象や火の玉、特殊な虹や霧、植物の異常、地震雲、気温の異常などが報告されている。
地震を発生させたり、断層への応力変化をもたらすトリガー（引き金）を予測したり観測したりすることによって、地震が発生する時期、また地震が発生しやすい時期を推定するという方法がある。主なものとして、月や太陽（月齢・潮汐を含む）、惑星などの諸天体と地球との位置関係や距離関係により起こるというものや、太陽活動によるもの、低気圧や高気圧などによる気圧変化に伴うものなどがある。こちらについても、宏観異常現象と同様、未科学との区別の難しさ、研究や予測に際する基礎的知識の有無、信頼性、因果関係の解明度といった諸問題がある。
また、科学的な検証が行われているのか定かではないが、超能力など超越的な感覚による予知の例も報告されている。

## 地震危険度

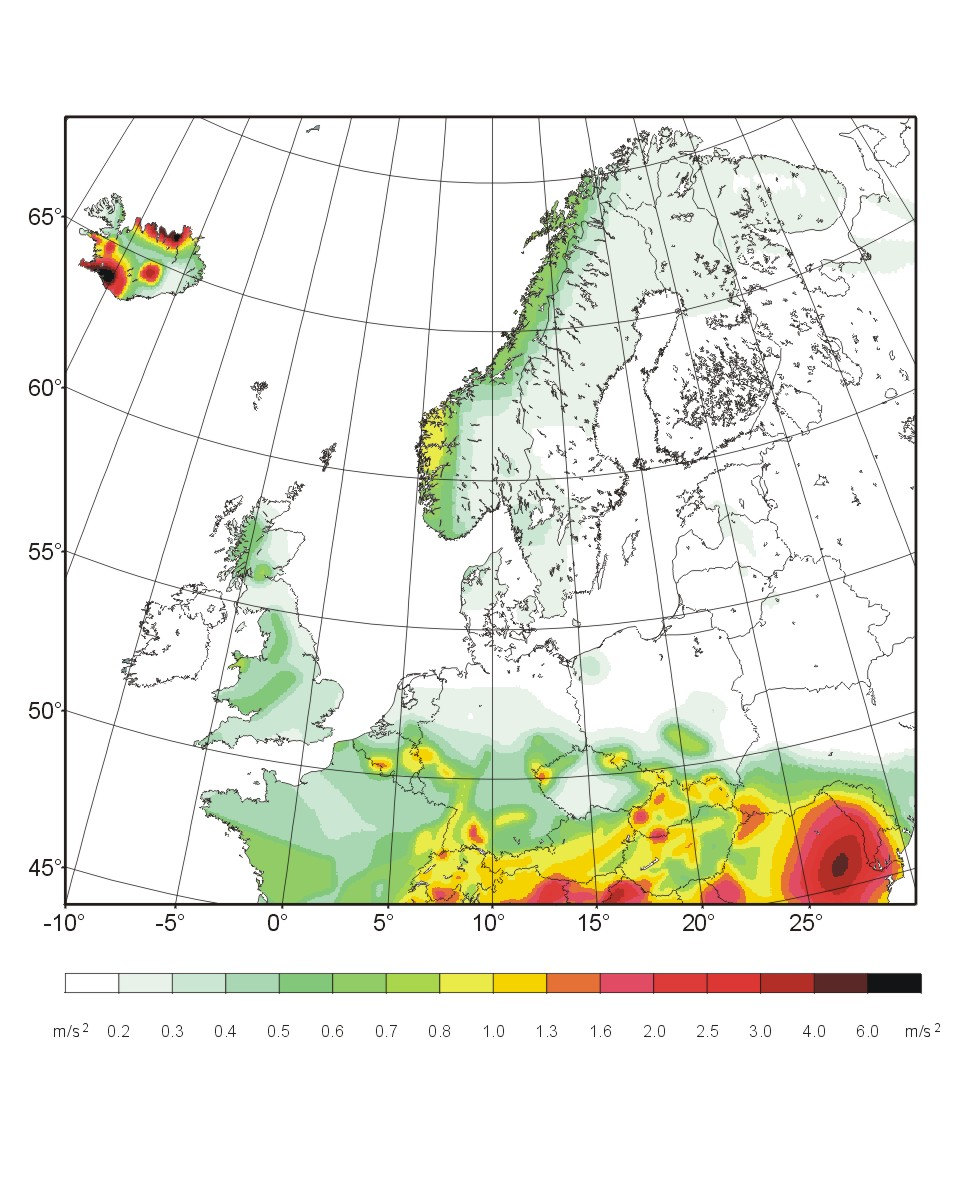
ヨーロッパ北部の地震危険度、GSHAP作成

一定期間中の地震の発生確率や最大の地震という形で地震危険度を表現する手法は、河角廣やアリン・コーネル(C. Allin Cornell)らによって1950年代-1960年代に地震学界に受け入れられ、改良を重ねてきている。地震危険度は、文献にある歴史地震の記録だけではなく、地質調査により推定した過去の地震を対象に加え、地盤の特性（表層地盤増幅率）、測地学的成果によるテクトニクスを考慮するなど、異なる領域の資料を集めた上で確率計算を行う。表現方法としては、震源域における地震の規模よりも、むしろ各地点における地震動の要素、つまり最大加速度、最大速度、震度など防災に役立つものを示すものが主流で、1990年代以降はさらに発展して構造物の被害や損失についても扱う場合が増えている。
アメリカのサンフランシスコでは1980年代に危険度地図が作成されており、カリフォルニア州では1990年代に州レベルで危険度地図が作成され改訂を重ねた。連邦レベルでも1990年代に危険度地図が作成されている。日本では、地震調査研究推進本部が2002年に「確率論的地震動予測地図の試作版（地域限定）」を発表、その後数度改訂・拡張を重ねている。
世界規模では、1990年代の「世界地震ハザード評価プログラム」(GSHAP)において、50年間に10%の確率で生じる最大加速度をもとにゾーニングした危険度地図が作成された。

## 発表と受容

### 社会の混乱
将来の地震発生の可能性を示唆する情報に対して、社会の関心は高い一方で、こうした情報により社会的混乱が発生した事例は数多くある。本項目#黎明期にある事例の他にも、例えば以下のような事例がある。
- 1978年、ギリシャのテッサロニキ近郊で、5月から強い地震が立て続けに起きた。震源がだんだんと市街地に近づいていることや、過去2回の地震が満月に近い時期に起こったことが分かると、市民の間で不安が広がった。7月中旬には、地元新聞が月の満ち欠けと地震の関係を強調する見出しで地震の記事を掲載したり、市や軍が万一に備えた計画を立てていることを報じたことで、不安が煽られパニックとなった。7月18日に3紙が地震疎開に関する噂などを否定する記事を掲載したが手遅れで、満月の7月20日に同国のカラマンリス首相がテッサロニキ市に入って市民を招いた無料の大パーティーを開いて事態収拾を図る事態となった。結局地震は起こらず、翌日の新聞には8万人の大パーティの様子が掲載された[115]。
- 1978年、メキシコのオアハカ州では「4月23日に同州ピノテパ市(Pinotepa)で大地震が起こる」という情報が報じられて大規模なパニックとなった。情報を発したのはラスベガスのギャンブラーを名乗る人物で、メキシコ大統領宛に送った手紙がオアハカ州知事に届けられ、これが報じられたことで市民に知れ渡る。オアハカ州を中心に疎開したり家を売ったりする人が増え、ピノテパでは4月23日当日は市民の2割が町から脱出していたという。この事件においてもオアハカ州知事が同市に入ってパーティを開くことで事態収拾を図った。パーティーの最中に偶然M4.2の地震が起こったもののそれ以外に大きな地震はなく、無事に経過した。同市は1968年にM7.1の地震が発生して被害を受けており、市民は神経質に反応したと考察されている。同市長は、1968年の地震被害よりもこの騒ぎによる経済的打撃の方が大きかったと述べている[116]。
- 1980年-1981年、ペルーにおいて、科学的根拠のある地震予測情報が大きな混乱が発生した。アメリカ鉱山局のブレイディ(B. T. Brady)が行ったもので、室内の岩石破壊実験の結果を実際の地震活動に適用した独自の理論に基づいている。発端は、1977年8月のUSGSの報告書に掲載された「リマ沖の地点でM8.4±0.2の地震が1980年10月頃に起こる」という予測がペルーの新聞に掲載されたことである。後に、1980年9月に前震が始まって1981年7月に本震が起こる、本震は1981年6月28日に起こる、というように予測は絞られていく。1980年8月には、予想地域で実際に前震ともとれるM5級の被害地震が発生する。この理論は国際的にも取り上げられ、1980年10月にブレイディ本人が参加して行われた国際シンポジウムでは多くのマスコミが集まり関心を示したが、専門家は概ね懐疑的だったという。同じく本人が参加して1981年1月にアメリカのNEPECが開いた検討会でも、厳しい批判が浴びせられた。ペルーでは、メディアで地震対策が強く呼びかけられた結果、富裕層では食糧備蓄の動きが広がり、学校では地震が起こるというデマが流れて臨時下校する事態がしばしば発生し、多くの生徒が内陸に転校したという。カヤオ港でも、津波のデマが幾度となく流れて多くの人が避難した。本震の予測日に予定されていた国勢調査は、地震により多くの人が家を離れるであろうことから2週間後に延期された。また個人の保険加入が急増し、ペルーの1981年の入国外国人数は35%減となったほか、海岸の高級住宅街では多くの住宅が安く売られ、損害賠償を求める訴訟も起きた。こうした事態を重く見たアメリカ政府は、在リマのアメリカ大使が両親を呼び寄せて本震の予測日まで滞在させたり、USGSの地震局長がリマに滞在したりして安全性を示した。結局地震は発生せず、ブレイディは自身で予知を取り消すこととなった[117]。
- 1989年-1990年、アメリカでブラウニング(Iben Browning)が月や太陽の引力を根拠に「1990年12月2日-3日にニューマドリッド断層帯でM6.5-7.5の地震が起きる」という予測を発表し、地元が混乱に陥った。NEPECが予測日の6週間前に反論を発表したが既に遅く、USGSの地震情報センター(NEIC)や地元大学などには電話や取材が殺到し、解説のためのパンフレット作成も行われるなどした。USAトゥデイ紙によると、一連の対応で20万ドルの経費が使われたという。ブラウニングは一定の知名度のある学者であったため、行政官の6割が彼の予知をまじめに受け止めたとも報じられている。力武(2001)は、政府機関が早期に断固として否定しなかったことが混乱の拡大につながったのではないかと指摘している[118]。
- 日本では、2000年夏頃から週刊誌で地震予知をとりあげた記事が増加する。2001年3月には全国紙の朝日新聞で岡山理科大学の短期予知事業が芸予地震の予測「成功」例とともに掲載され、同年6月の同紙には地震の可能性があるという同事業の報告を受けて鳥取県が警戒本部を設けたことが報じられた。2002年5月には日本経済新聞で、いずれも東海地震の発生が近いとする、複数の研究者による独自の短期予測が掲載された[119]。
- 2000年、神奈川県内で、会員制の地震予知情報サービスに源を発する、（1923年の）関東大震災級の地震が発生するらしいという情報が流れた[120]。
- 2002年7月、滋賀県大津市で、「近日中にM6.5の大地震が起こる」という風説が流れ、消防局がこれを受けて内部のみの通達として関連部署に警戒を呼び掛けたが、これが住民に漏れて騒ぎとなった[120]。
- ラクイラ地震 : 2009年4月にイタリアで発生したラクイラ地震では、事前に群発地震があったにもかかわらず学識経験者らが間違った情報を発表して大きな被害が出たとして、現地の地震専門家委員会のメンバーだった6人と防災当局職員1人の計7人が過失致死罪で起訴され、ラクイラ市の裁判所は2012年10月23日、被告全員に対して禁錮6年の刑を言い渡した。裁判で検察は、「同委員会の《不正確、不完全で一貫性のない情報》が被害拡大につながった」とした。この事件は当初「地震を予知できなかったため訴追された」と報じられたが誤りである。現地では前年の2008年末から群発地震が起こっていて住民は不安を感じていたが、これに対処するために地震の1週間前に開催された学術会議において、「近く大きな地震が起きる可能性は低い」という安全宣言ともとれる声明が発表され、結果として29人の市民が死亡した。判決では、地震の予知ができなかったことではなく、情報の分析と伝達を慎重に行わず、地震のリスクを正しく伝えなかったことが過失にあたるとされた[121][122][123][124]。

こうした混乱の背景には複数の要因がある。まず、地震予知に関する関心や期待が高いため、地震予知に類する情報が広まりやすいことが挙げられる。科学技術庁の技術予測調査（5年毎）では、1971年の調査開始から継続して地震予知の必要度は最も高い部類に位置している。また、1995年に内閣官房が行った地震に関する世論調査でも、「全ての地震の予知が可能」とする人が4%、「（M7以上の）大地震は予知が可能」とする人が13%など、現実とは裏腹に期待する認識がされている。こうした土壌の中でマスメディアでは、地震予知、特に短期や直前予知に関する話題は、裏付けが不十分であったとしても取り上げられやすく、またセンセーショナルに書き立てられやすいという指摘がある。さらに研究者は、通常の発表は学会や学術誌などの場で行い他の研究者による評価を受けるのが原則で、さらに慎重を期して地震予知連絡会などの専門機関を通じて発表するのが理想的とされる一方、現実としてマスメディアを通して発表する例が少なくなく、本人の想像と異なる内容で報道される場合もある。
また、一般市民や行政の防災担当者の地震予知に関する理解は深くなく、研究者との間には認識に隔たりがあることが指摘されている。現状として、地震予知が制度化されているかどうか、東海地震の警戒情報などをどの機関が発表するか、といった知識が広く定着しているとはいえず、真偽不明の情報を見聞きした時に真偽の判断が適切に行われない可能性がある。こうしたことから、地学教育などを通じて一般市民の防災リテラシーを向上すべきとする専門家もいる。

### 発表と受容のあり方
#社会の混乱の節で取り上げたギリシャ・メキシコ・ペルーの例が大きな契機となって、1983年にUNESCOとIASPEIが共同で11か国の専門家による討論会を開催した。ここでは、"地震予知憲章"とも呼べるような予知の指針が示されている。
- 予知の内容として、地震発生を場所-期日-マグニチュードに関する確率的期待値として表現するよう努めるべきである。
- 予知の評価として、予知を行う者は地震学界の適切な支持を得るべきである。
- 予知の発表・伝達として、予知の情報を直接マスメディアに伝えることは不必要な混乱を起こす原因になる場合があるため、予知を行う者はその情報を対応する政府機関にまず提供するべきである。
- 外国地域の予知を行う場合、予知の結果生じる社会的・政治的な影響について研究を始める前に熟慮すべきである。当該国の科学者の協力を要請するのが理想だが、最低限、科学者や行政担当者が研究の進展を把握できるよう配慮する必要がある。

しかし、IASPEIの委員会として開かれた「市民保護のための国際地震予測に関する検討委員会(CCEP)」の勧告では、上記の具体的手順がいまだ確立されていないことが明記されている。これまでの研究では大地震が高確率で発生すると予測される環境下で判断を下すことが想定されていたが、現状はそのような決定論的予知ができるには至っておらず、確率論的予測しか通用しない低確率の環境下、例えばラクイラ地震の直前のような環境下においても効果的な手法を確立すべきとされた。勧告では、1例として、費用便益分析などの客観的な解析を通して、どの時点で防災行動を起こすべきかというしきい値を、地震の発生確率に結び付けて決定する手法が挙げられたが、これを含めた「防災行動を含めた意思決定のために、定量的および透明性のある手順を確立すべきである」とされた。なお、同勧告では低確率の環境下で比較的成功しているものとして余震の予測を挙げており、この経験を生かすことが期待されると述べられている。
上述のように、政府機関が権限をもって情報に信頼性を持たせなければいけないとする人がいる一方、そうした権限の集約が学者による独自の予知手法の開発を妨げるとする人もいる。
ただし、地震予知情報というのは、たとえ公的組織や委員会等から発信されるものであろうが、内容が不正確であれば流布されることによって社会的被害が拡大する可能性がある。ラクイラ地震では、これが実際に問題となった。

### 各国の体制
日本
行政では決定論的な地震の予知・予報は行っていない。かつて、駿河湾付近を震源域として発生することが想定されている東海地震に限り、プレスリップを根拠とする予知体制が整えられていた（後述）。政府機関である気象庁と学会機関である地震防災対策強化地域判定会が、予知に関して直接の決定を下す仕組みとなっている。なお気象業務法では、地震動の警報、つまり予想震度5弱以上の際の緊急地震速報は気象庁の独占（予想震度がそれ以下の予報は許可事業）としているが、地震予知に関しては定めていない。
アメリカ
連邦レベルでは地質調査所下部機関であるNational Earthquake Prediction Evaluation Council(NEPEC)が観測から短期・長期予測までを担当している。時間非依存の長期的な確率地図であるNational Seismic Hazard Map Project(NSHMP)が提供されているほか、余震の確率を示すShort-Term Earthquake Probability(STEP)が2005年からWebで公開されている。STEPは確率利得が10-100倍になることもあるという。カリフォルニア州では同州緊急事態管理庁の下部機関としてCalifornia Earthquake Prediction Evaluation Council(CEPEC)が置かれていて、3日間の発生確率D(0-0.1%), C(1-5%), B(5-25%), A(>25%)の4段階で示すプロジェクトが試行段階であるが運用されている。また、時間非依存と時間依存を組み合わせた確率地図であるUCERFが作成されている。
ロシア
Russian Expert Council(REC) for Earthquake prediction and Earthquake Hazard Assessmentという機関が地震予知に関する公式情報を管轄しており、法律に基づいて政府に伝達する役割を担っていて実際に情報提供が行われているが、市民にまで伝えられることは稀であるという。"Reverse Tracing of Precursors (RTP)"や"M8"などの手法が研究されている。ただ、これまでに何度か、メディアを通じて政府機関から予知情報が出された例がある。
中国
中国地震局(CEA)が研究から発表まで一元的に担っており、観測データを用いて経験的に予知を行っている。地震動によるゾーニング（地震危険度評価）も行われている。直接的には"地震予知管理条例"、"防震減災法"により規定されていて、予知に関する意見は誰でも地震局に報告できる一方で、それを公表する事は制限されており政府の責任で発表される。短期予知は省級自治体が発表することとなっている。
イタリア
行政的な役割はProtezione Civileが担い、科学的な評価などはItalian National Commission for the Forecast and Prevention of Major Risks(CGR)が担っている。時間非依存の確率地図が作成されている。地震予知は制度化されていない。
ギリシャ
Earthquake Planning and Protection Organization(EPPO)という機関が地震対策の方針上申や予知の評価を担う。VAN法に対応するためEPPOの下に評価委員会が設置されている。政府としては地震予知は制度化されていない。

#### 東海地震
東海地震については、1978年（昭和53年）に制定された大規模地震対策特別措置法に基づき、地震防災対策強化地域が指定された翌1979年（昭和54年）8月から、日本国政府として予知情報を報告・発表する行政の体制が確立された。
静岡県では、重点的に地震や地殻変動の観測が実施されているが、このうち常時観測が行われている体積ひずみ計のデータを主な基準として、「想定東海地震」の震源域におけるプレスリップを検出し、日本国政府機関である気象庁と学会機関である地震防災対策強化地域判定会がそのデータを判定した上で、気象庁が「大規模地震関連情報」または「判定会招集連絡報」（いずれも1979年から2004年まで）、3レベル区分の「東海地震に関連する情報」（2004年から2017年まで）を発表する仕組みだった。
東海地震に関連する情報は「東海地震予知情報」「東海地震注意情報」「東海地震に関連する観測情報」の3段階で、最高レベルの「東海地震予知情報」が出されると内閣総理大臣は「東海地震の警戒宣言」を発し、鉄道や道路、学校、病院で緊急措置が実施され、経済・社会活動が制限されるものだった。
制度化の契機となったのは、昭和の南海トラフの地震（南海地震と東南海地震）で、すべり残った地域で地震発生が懸念されるとして石橋克彦らが提起した「東海地震説」で、これが国会で立法化に至ったものである。
しかし、30年以上経過して想定の地震は未だ発生しない上、日本では他の地域で多くの被害地震を経験した。一方で地震学会では、実用的な地震予知は困難であるという認識が広がり、日本の国策で実施された地震予知計画のレビューでも、実用化は「極めて困難な課題である」とされ（1997年）、国際的にも決定論的な地震予知は、現時点で困難であるとする見解が発表されている（CCEP、2009年）。こうして、実用的地震予知の実情と東海地震予知の体制には乖離があることが、次第に浮き彫りとなっていった。
そのため、東海地震に限って「予知できる可能性がある」根拠として、プレスリップがいわゆる「前兆」ではなく、本震の発生たるプレート間の滑りの「早期検知」であるため、と説明がなされることもあったが、この考え方には批判があった。
2017年、中央防災会議の下に設置されていた「南海トラフ沿いの大規模地震の予測可能性に関する調査部会」の報告では「現時点において、地震の発生時期や場所・規模を確度高く予測する科学的に確立した手法はない」ことが示された。
これを踏まえて、日本国政府は体制を変更し「東海地震に関連する情報」の発表を取り止め、従来の観測網は生かしていくとともに、今後南海トラフ沿いの異常を観測した場合の新たな対応を検討すること、当面の対応として気象庁は「南海トラフ地震に関連する情報」の発表を行い、2017年11月1日から運用を始めた。